# Glassine

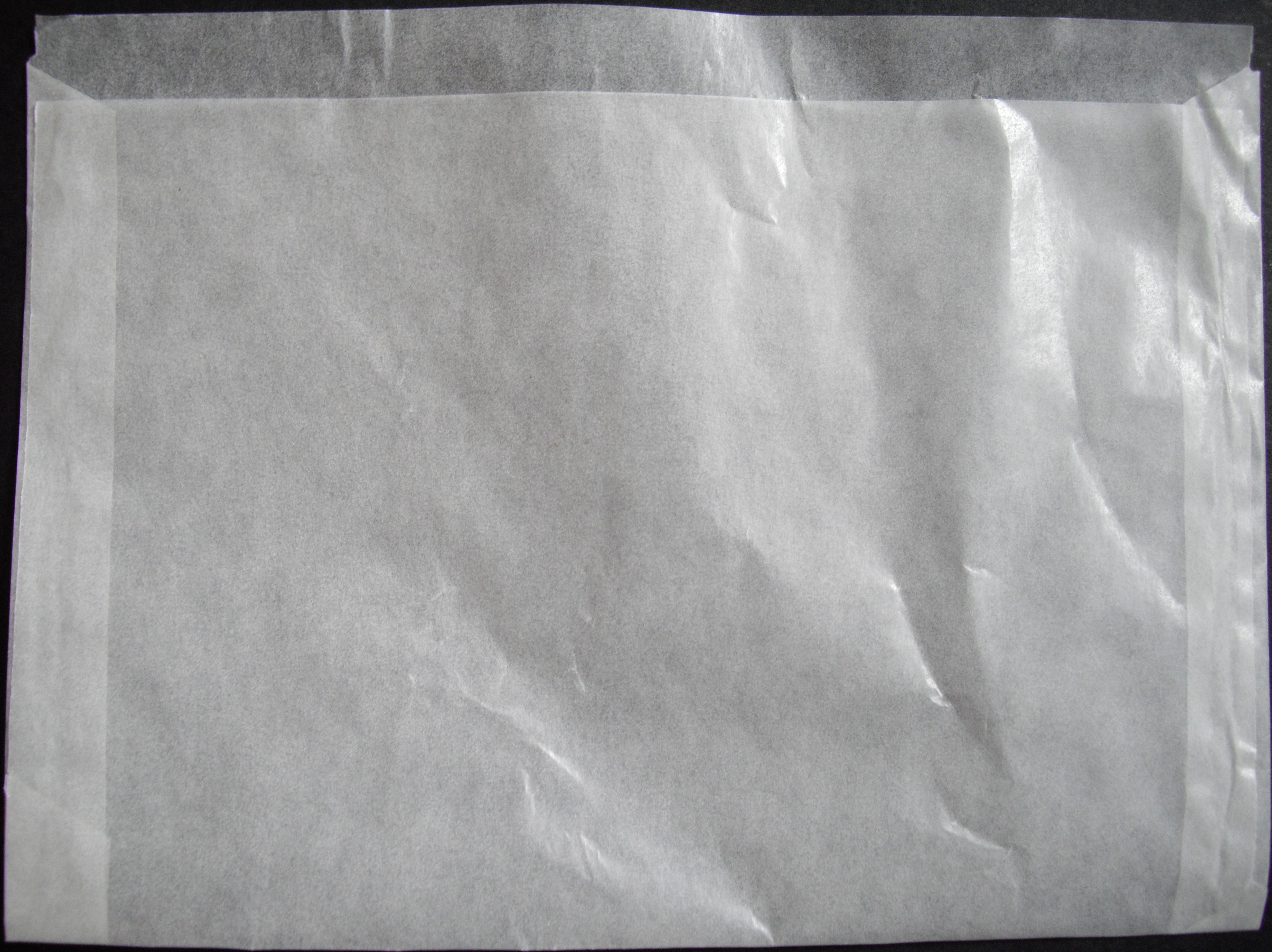
Enveloppe en glassine

La glassine, aussi appelée papier cristal ou papier ciré, est un type de papier de soie traité à la glycérine, imperméable à l’air, l’eau et au gras, généralement utilisé pour l’entreposage dans les arts décoratifs ou la philatélie. Elle est translucide mais peut aussi être colorée et opaque. Ce papier est acide et peut être inapproprié pour la conservation des photographies.